# 蒋立章
蒋立章 (1981年10月27日—)是一位中国企业家，双刃剑体育公司总裁。

## 生平
1981年出生于福建福安，2003年毕业后担任《体坛周报》广告营销，2004年创建双刃剑体育公司。2015年12月31日道博股份并购双刃剑体育案通过中国证券监督管理委员会批准，他仍担任公司高管，半年后道博股份更名为当代明诚。2016年6月15日购入格拉纳达足球俱乐部98.13%的股份，成为该俱乐部主席。2016年8月购入NBA球队明尼苏达森林狼4%的股份价值4500万美元，成为NBA首位中国小股东。2017年1月购入重庆当代力帆足球俱乐部斯威队90%的股份，成为该俱乐部主席。2017年6月买入60%帕尔玛足球俱乐部股份，成为该俱乐部主席。